# Myurella hiscocki
Myurella hiscocki is een slakkensoort uit de familie van de Terebridae. De wetenschappelijke naam van de soort is voor het eerst geldig gepubliceerd in 2004 door Sprague.